# جيسي إيفانز
جيسي إيفانز (بالإنجليزية: Jesse Evans)‏ هو راعي البقر أمريكي، (و. 1853  م).